# Frobenius-Gymnasium Hammelburg
Das Frobenius-Gymnasium ist ein Gymnasium in der unterfränkischen Kleinstadt Hammelburg. Es ist benannt nach dem Verleger und Buchdrucker Johann Froben, der um 1460 in Hammelburg geboren wurde. 

## Geschichte
Die Geschichte der Schule reicht bis in das Jahr 1669 zurück. In diesem Jahr wurde zwischen dem Rat der Stadt Hammelburg und den Franziskanern des ortsansässigen Klosters Altstadt ein Vertrag zur Errichtung einer Schule geschlossen. Die Schule wird erstmals im Jahr 1774 in einem Prüfungsverzeichnis als Gymnasium bezeichnet. Im Jahr 1817 wurde das Franziskaner-Gymnasium geschlossen und eine zweiklassige Lateinschule eingerichtet. Nachdem diese schrittweise auf fünf Klassen erweitert worden war, wandelte man die Schule 1905 in ein sechsstufiges Progymnasium um. Am 22. Februar 1960 erhielt die Schule den Namen „Frobenius-Gymnasium mit Oberrealschule“, im folgenden Jahr wurde dort erstmals die Abitur-Prüfung abgelegt. Seit dem Schuljahr 2023/2024 können Schüler ab der 7. Klasse das Wahlfach Robotik an Nachmittagen, sowie 3D-Druck ab der 8. Klasse, wählen.

## Lehrangebot

### Ausbildungsrichtungen
Das Frobenius-Gymnasium besitzt einen sprachlichen und einen naturwissenschaftlich-technologischen Zweig.

### Sprachenfolge
Englisch wird als erste Fremdsprache unterrichtet. In der sechsten Jahrgangsstufe kann zwischen Französisch und Latein als zweite Fremdsprache gewählt werden. In der achten Jahrgangsstufe können sich die Schüler mit Latein als zweiter Fremdsprache für den sprachlichen Zweig mit Französisch als dritte Fremdsprache oder den naturwissenschaftlich-technologischen Zweig entscheiden. Die Schüler mit Französisch als zweiter Fremdsprache vertiefen ab dem achten Jahrgang im naturwissenschaftlich-technologischen Zweig ihre Ausbildung in Informatik, Physik und Chemie. In der zehnten Klasse ist es nochmals möglich, Spanisch als spätbeginnende Fremdsprache zu wählen.

### Pilotversuch Mittelstufe Plus
Das Frobenius-Gymnasium nimmt seit dem Schuljahr 2015/2016 am Pilotversuch Mittelstufe Plus teil.  

## Zukunft
Da das Frobenius-Gymnasium Hammelburg (FGH) in die Jahre gekommen ist (das älteste Fundament des Gebäudes stammt aus den 1960er Jahren), musste das Gebäude erneuert werden. Erst war eine komplette Renovierung des Gebäudes geplant, doch dies stellte sich als unwirtschaftlich heraus. Nun soll ein ganz neues Schulzentrum errichtet werden. 19 Architekturbüros aus Deutschland und Österreich beteiligten sich am Wettbewerb, den Numrich Albrecht Klumpp Architekten gewannen. Es ist geplant, das Frobenius-Gymnasium sowie eine Zweifachturnhalle, eine Mensa und Sport- und Freianlagen neu zu bauen. Später sollen am dann neuen Schulzentrum Hammelburg die Jakob-Kaiser-Realschule und Saaletalschule folgen. Der erste Bauabschnitt (Gymnasium, Turnhalle, Mensa sowie Sport- und Freianlagen) wird rund 48 Millionen Euro kosten. Der Stadtrat der Stadt Hammelburg hatte in Aussicht gestellt, dass die Stadt die dann leerstehenden Schulgebäude  übernimmt. Was dann aber genau mit ihnen passiert, ist noch unbekannt.

## Persönlichkeiten

### Lehrer
- Joseph Probst (1852–1899), Lehrer und Heimatforscher
- Anton Schlembach (1932–2020), Bischof von Speyer
- Michael Rosenberger (* 1962), römisch-katholischer Priester und Moraltheologe

### Schüler
- Melchior Adam Weikard (1742–1803), Arzt und Philosoph
- Benedikt Balthasar Herrlein (um 1750–1809), katholischer Priester und Dichter
- Bernhard von Heß (1792–1869), königlich-bayerischer Generalleutnant und Kriegsminister
- Anton Schnack (1892–1973), Schriftsteller
- Hans-Josef Fell (* 1952), ehemaliges Mitglied des Deutschen Bundestages
- Herbert Trimbach (* 1954), Jurist und Ministerialdirigent
- Stefan Oschmann (* 1957), ehemaliger Vorstandsvorsitzender Merck KGaA
- Erich Kunkel (* 1962), Autor und Lehrer
- Jochen Partsch (* 1962), Politiker
- Hajo Schüler  (* 1971), Schauspieler, Maskenbauer und Dozent
- Anna Graenzer (* 1981), Theaterschauspielerin

## Partnerschulen
- Lycée Jean-Baptiste Vuillaume, Mirecourt (Frankreich)
- Collège Jean Jaurès, Montreuil (Frankreich)